# Cincmelanterita
La cincmelanterita es un mineral de la clase de los minerales sulfatos, y dentro de esta pertenece al llamado “grupo de la melanterita”. Fue descubierta en 1920 en una mina del condado de Gunnison en el estado de Colorado (Estados Unidos), siendo nombrada así por su relación con la melanterita. En 2008 se le cambió el nombre al actual.

## Características químicas
Es un sulfato hidratado de cinc, sin aniones adicionales. Se deshidrata ligeramente bajo condiciones ambientales. El grupo de la melanterita al que pertenece son sulfatos de  metal heptahidratado.
Además de los elementos de su fórmula, suele llevar como impurezas: cobre y hierro.

## Formación y yacimientos
Es un raro mineral que se forma en la zona de oxidación de los yacimientos de pirita.
Suele encontrarse asociado a otros minerales como: esfalerita, calcopirita o pirita.